# Småsponen
Der Småsponen (norwegisch für Kleiner Span) ist ein Nunatak im ostantarktischen Königin-Maud-Land. Im Mühlig-Hofmann-Gebirge ragt er unmittelbar nordwestlich des Storsponen an der Nordseite des Hochlinfjellet auf.
Norwegische Kartographen, die ihn auch benannten, kartierten ihn anhand von Luftaufnahmen und Vermessungen der Dritten Norwegischen Antarktisexpedition (1956–1960).